# Campionato FIA di Formula 2 2021
La stagione 2021 del Campionato FIA di Formula 2 è stata, nella storia della categoria, la 17ª ad assegnare il Campionato Piloti e la 17ª ad assegnare il Campionato Scuderie, la quinta con la nuova denominazione, che ha sostituito la precedente GP2 Series. È iniziata il 27 marzo con un weekend di gare a Sakhir, in Bahrein ed è terminata ad Abu Dhabi il 12 dicembre.

## La pre-stagione

### Calendario
Il calendario per la stagione 2021 di F2 è stato ufficializzato il 10 novembre 2020. La principale novità consiste nella presenza del nuovo Gran Premio d'Arabia Saudita e nel fatto che saranno 8 weekend con 3 gare ciascuno.
| Gara | Gara | Circuito                      | Giri | Lunghezza                  | Data         | Ora   | CET   | Supporto                          |
| ---- | ---- | ----------------------------- | ---- | -------------------------- | ------------ | ----- | ----- | --------------------------------- |
| 1    | G1   | Bahrain International Circuit | 23   | 23 x 5,412 km = 124,476 km | 27 marzo     | 13:25 | 11:25 | Gran Premio del Bahrein 2021      |
| 1    | G2   | Bahrain International Circuit | 23   | 23 x 5,412 km = 124,476 km | 27 marzo     | 19:40 | 17:40 | Gran Premio del Bahrein 2021      |
| 1    | G3   | Bahrain International Circuit | 32   | 32 x 5,412 km = 173,184 km | 28 marzo     | 13:50 | 12:50 | Gran Premio del Bahrein 2021      |
| 2    | G1   | Circuito di Monte Carlo       | 30   | 30 x 3,337 km = 100,110 km | 21 maggio    | 11:45 | 11:45 | Gran Premio di Monaco 2021        |
| 2    | G2   | Circuito di Monte Carlo       | 30   | 30 x 3,337 km = 100,110 km | 22 maggio    | 08:20 | 08:20 | Gran Premio di Monaco 2021        |
| 2    | G3   | Circuito di Monte Carlo       | 42   | 42 x 3,337 km = 140,154 km | 22 maggio    | 17:15 | 17:15 | Gran Premio di Monaco 2021        |
| 3    | G1   | Circuito di Baku              | 21   | 21 x 6,003 km = 126,063 km | 5 giugno     | 11:25 | 09:25 | Gran Premio d'Azerbaigian 2021    |
| 3    | G2   | Circuito di Baku              | 21   | 21 x 6,003 km = 126,063 km | 5 giugno     | 17:40 | 15:40 | Gran Premio d'Azerbaigian 2021    |
| 3    | G3   | Circuito di Baku              | 29   | 29 x 6,003 km = 174,087 km | 6 giugno     | 12.45 | 10:45 | Gran Premio d'Azerbaigian 2021    |
| 4    | G1   | Circuito di Silverstone       | 21   | 21 x 5,891 km = 123,711 km | 17 luglio    | 08:50 | 09:50 | Gran Premio di Gran Bretagna 2021 |
| 4    | G2   | Circuito di Silverstone       | 21   | 21 x 5,891 km = 123,711 km | 17 luglio    | 14:45 | 15:45 | Gran Premio di Gran Bretagna 2021 |
| 4    | G3   | Circuito di Silverstone       | 29   | 29 x 5,891 km = 170,839 km | 18 luglio    | 10:50 | 11:50 | Gran Premio di Gran Bretagna 2021 |
| 5    | G1   | Autodromo nazionale di Monza  | 21   | 21 x 5,793 km = 121,653 km | 11 settembre | 08:50 | 08:50 | Gran Premio d'Italia 2021         |
| 5    | G2   | Autodromo nazionale di Monza  | 21   | 21 x 5,793 km = 121,653 km | 11 settembre | 14:45 | 14:45 | Gran Premio d'Italia 2021         |
| 5    | G3   | Autodromo nazionale di Monza  | 30   | 30 x 5,793 km = 173,790 km | 12 settembre | 10:25 | 10:25 | Gran Premio d'Italia 2021         |
| 6    | G1   | Autodromo di Soči             | 21   | 21 x 5,848 km = 122,808 km | 25 settembre | 16:45 | 15:45 | Gran Premio di Russia 2021        |
| 6    | G2   | Autodromo di Soči             | 21   | 21 x 5,848 km = 122,808 km | 25 settembre | CANC. | CANC. | Gran Premio di Russia 2021        |
| 6    | G3   | Autodromo di Soči             | 28   | 28 x 5,848 km = 163,744 km | 26 settembre | 11:20 | 10:20 | Gran Premio di Russia 2021        |
| 7    | G1   | Circuito di Jeddah            | 20   | 20 x 6,175 km = 123,500 km | 4 dicembre   | 15:30 | 13.30 | Gran Premio d'Arabia Saudita 2021 |
| 7    | G2   | Circuito di Jeddah            | 20   | 20 x 6,175 km = 123,500 km | 4 dicembre   | 21:40 | 19:40 | Gran Premio d'Arabia Saudita 2021 |
| 7    | G3   | Circuito di Jeddah            | 28   | 28 x 6,175 km = 172,900 km | 5 dicembre   | 17:25 | 15:35 | Gran Premio d'Arabia Saudita 2021 |
| 8    | G1   | Circuito di Yas Marina        | 22   | 22 x 5,554 km = 122,188 km | 11 dicembre  | 12:20 | 9:20  | Gran Premio di Abu Dhabi 2021     |
| 8    | G2   | Circuito di Yas Marina        | 22   | 22 x 5,554 km = 122,188 km | 11 dicembre  | 18:45 | 15:45 | Gran Premio di Abu Dhabi 2021     |
| 8    | G3   | Circuito di Yas Marina        | 31   | 31 x 5,554 km = 172,174 km | 12 dicembre  | 13:00 | 10:00 | Gran Premio di Abu Dhabi 2021     |

### Test
Il 17 dicembre 2020 viene reso noto il calendario dei test per i piloti di F2. Il due marzo vengono anticipati di un giorno i test sul Circuito di Sakhir.
| Circuito | Data                 | Pilota più veloce   | Team                  | Tempo     | Giri |
| -------- | -------------------- | ------------------- | --------------------- | --------- | ---- |
| Sakhir   | 8 marzo (1º turno)   | Dan Ticktum         | Carlin Motorsport     | 1'43"021  | 14   |
| Sakhir   | 8 marzo (2º turno)   | David Beckmann      | Charouz Racing System | 1'42"844  | 19   |
| Sakhir   | 9 marzo (1º turno)   | Christian Lundgaard | ART Grand Prix        | 1'41''697 | 39   |
| Sakhir   | 9 marzo (2º turno)   | Dan Ticktum         | Carlin Motorsport     | 1'42''185 | 36   |
| Sakhir   | 10 marzo (1º turno)  | Marcus Armstrong    | DAMS                  | 1'42''173 | 22   |
| Sakhir   | 10 marzo (2º turno)  | Ralph Boschung      | Campos Racing         | 1'44''905 | 59   |
| Montmeló | 23 aprile (1º turno) | Christian Lundgaard | ART Grand Prix        | 1'29"594  | 34   |
| Montmeló | 23 aprile (2º turno) | Christian Lundgaard | ART Grand Prix        | 1'29"827  | 45   |
| Montmeló | 24 aprile (1º turno) | Richard Verschoor   | MP Motorsport         | 1'28"280  | 28   |
| Montmeló | 24 aprile (2º turno) | David Beckmann      | Charouz Racing System | 1'29"384  | 37   |
| Montmeló | 25 aprile (1º turno) | Felipe Drugovich    | UNI-Virtuosi          | 1'27"945  | 21   |
| Montmeló | 25 aprile (2º turno) | Bent Viscaal        | Trident Motorsport    | 1'30"280  | 30   |

## Piloti e Squadre

### Scuderie
Tutti i team che hanno preso parte alla stagione 2020 del campionato vengono riconfermati fino al 2023.

### Piloti
Tre piloti della precedente stagione di F2 passano in F1: il campione in carica Mick Schumacher e il pilota russo Nikita Mazepin con il team Haas, mentre Yuki Tsunoda con AlphaTauri. Giuliano Alesi, Callum Ilott, Pedro Piquet e Jack Aitken, invece, annunciano che non saranno al via della stagione 2021, tutti e quattro per motivi economici. 
Anche Sean Gelael e Luca Ghiotto lasciano la categoria dopo 5 stagioni consecutive, contando anche quelle corse sotto il nome di GP2 Series. Secondo il regolamento, infatti, un pilota non può correre per più di 5 anni di seguito.
Il 1º dicembre 2020 vengono ufficializzati, rispettivamente alla guida della Prema e della Campos, il campione uscente della Formula 3, l'australiano Oscar Piastri, e lo svizzero Ralph Boschung. Per il primo si tratta dell'esordio nel campionato, mentre il secondo aveva già disputato rispettivamente con Campos, MP Motorsport e Trident le stagioni 2017, 2018 e 2019. Dan Ticktum, invece, lascia la DAMS, team con il quale ha corso nel 2020, per passare alla Carlin.
Il 7 dicembre 2020, viene ufficializzato Felipe Drugovich alla guida del team UNI-Virtuosi Racing. Il pilota brasiliano aveva corso la stagione precedente di F2 con il team MP Motorsport. Il giorno dopo, la Prema riconferma il russo Robert Švarcman, mentre il 16 dicembre 2020 la MP Motorsport annuncia il pilota tedesco Lirim Zendeli e il 24 marzo il pilota Richard Verschoor.
Il 15 gennaio l'Academy Red Bull annuncia tre suoi piloti nella categoria: Jüri Vips e Liam Lawson nella Hitech e Jehan Daruvala, che viene confermato alla Carlin.
Il 22 gennaio la HWA Racelab annuncia come suoi piloti Alessio Deledda e Matteo Nannini; il secondo parteciperà anche al Campionato FIA di Formula 3 con lo stesso team. La DAMS accoglie Marcus Armstrong e Roy Nissany. Il primo l'anno precedente aveva corso il campionato con la ART Grand Prix, mentre il secondo proviene dalla Trident. Armstrong viene sostituito alla ART dal francese Théo Pourchaire.
L'8 febbraio Gianluca Petecof, vincitore della Formula Regional 2020 viene scelto come pilota della Campos. Il 10 febbraio la ART Grand Prix e la UNI-Virtuosi confermano rispettivamente Christian Lundgaard e Guanyu Zhou.
Il 22 febbraio il team Charouz Racing System annuncia David Beckmann e Guilherme Samaia come piloti per la stagione. Il primo marzo la Trident riconferma Marino Sato e fa debuttare il rookie Bent Viscaal.
Il 18 maggio viene annunciato che Matteo Nannini lascia il team HWA Racelab, che a causa della perdita di uno sponsor decide di concentrarsi solo sulla Formula 3. Al suo posto per le gare di Monaco e Baku il team ingaggia Jack Aitken. Il primo giugno, il pilota della Campos, Gianluca Petecof annuncia che per problemi di budget non prenderà parte alle tre gare sul Circuito di Baku; al suo posto viene scelto proprio Nannini.
Il primo di settembre il team Charouz sostituisce David Beckmann con Enzo Fittipaldi, il pilota brasiliano è al esordio assoluto in Formula 2, a inizio anno era iscritto nel Campionato FIA di Formula 3 2021 sempre con il team Charouz. Per il round di Monza il team HWA Racelab sostituisce Jack Aitken con Jake Hughes. David Beckmann scaricato dalla Charouz trova un accordo con il team spagnolo Campos per correre a Monza al posto di Matteo Nannini.
Nel novembre il team MP Motorsport decide di sostituire i suoi piloti, Lirim Zendeli e Richard Verschoor con i piloti del team Trident di Formula 3, Clément Novalak e Jack Doohan per gli ultimi due round della stagione. Il team spagnolo Campos in vista degli ultimi due round sostituisce David Beckmann con Olli Caldwell, pilota britannico arrivato ottavo nel Campionato FIA di Formula 3 2021 con il team Prema. Anche HWA Racelab decide di sostituire il suo pilota Jake Hughes con il pilota della Williams Driver Academy, Logan Sargeant per le gare di Gedda, mentre per ultimo round di  Yas Marina ritorna il pilota britannico. Per l'ultimo round a Yas Marina ritorna anche Richard Verschoor con il team Charouz al posto del pilota brasiliano Enzo Fittipaldi, rimasto infortunato dopo l'incidente nel ultima gara di Gedda.

### Tabella riassuntiva
| Team                  | Nº | Pilota              | Weekend di gare | Stato |
| --------------------- | -- | ------------------- | --------------- | ----- |
| Prema Racing          | 1  | Robert Švarcman     | Tutti           |       |
| Prema Racing          | 2  | Oscar Piastri       | Tutti           | R     |
| UNI-Virtuosi          | 3  | Zhou Guanyu         | Tutti           |       |
| UNI-Virtuosi          | 4  | Felipe Drugovich    | Tutti           |       |
| Carlin                | 5  | Dan Ticktum         | Tutti           |       |
| Carlin                | 6  | Jehan Daruvala      | Tutti           |       |
| Hitech Grand Prix     | 7  | Liam Lawson         | Tutti           | R     |
| Hitech Grand Prix     | 8  | Jüri Vips           | Tutti           |       |
| ART Grand Prix        | 9  | Christian Lundgaard | Tutti           |       |
| ART Grand Prix        | 10 | Théo Pourchaire     | Tutti           | R     |
| MP Motorsport         | 11 | Richard Verschoor   | 1-6             | R     |
| MP Motorsport         | 11 | Jack Doohan         | 7-8             | R     |
| MP Motorsport         | 12 | Lirim Zendeli       | 1-6             | R     |
| MP Motorsport         | 12 | Clément Novalak     | 7-8             | R     |
| Charouz Racing System | 14 | David Beckmann      | 1-4             | R     |
| Charouz Racing System | 14 | Enzo Fittipaldi     | 5-7             | R     |
| Charouz Racing System | 14 | Richard Verschoor   | 8               | R     |
| Charouz Racing System | 15 | Guilherme Samaia    | Tutti           |       |
| DAMS                  | 16 | Roy Nissany         | Tutti           |       |
| DAMS                  | 17 | Marcus Armstrong    | Tutti           |       |
| Campos                | 20 | Gianluca Petecof    | 1-2             | R     |
| Campos                | 20 | Matteo Nannini      | 3-4             | R     |
| Campos                | 20 | David Beckmann      | 5-6             | R     |
| Campos                | 20 | Olli Caldwell       | 7-8             | R     |
| Campos                | 21 | Ralph Boschung      | Tutti           |       |
| HWA Racelab           | 22 | Matteo Nannini      | 1               | R     |
| HWA Racelab           | 22 | Jack Aitken         | 2-4             |       |
| HWA Racelab           | 22 | Jake Hughes         | 5-6,8           |       |
| HWA Racelab           | 22 | Logan Sargeant      | 7               | R     |
| HWA Racelab           | 23 | Alessio Deledda     | Tutti           | R     |
| Trident               | 24 | Bent Viscaal        | Tutti           | R     |
| Trident               | 25 | Marino Sato         | Tutti           |       |

## Cambi di regolamento
Da questa stagione le gare diventano tre per weekend, una in più rispetto alle usuali due. Le prime due gare si svolgono di sabato e sono Sprint Race da 45 minuti, mentre quella della domenica è la Feature Race, con pit-stop obbligatorio. Le qualifiche del venerdì stabiliscono la griglia di partenza per la Gara 3, mentre i primi 10 delle qualifiche vengono invertiti per la griglia di Gara 1, e i primi 10 classificati di Gara 1 invertiti sulla griglia di Gara 2. Le vetture utilizzate sono ancora le vetture introdotte nel 2018, causa la crisi dovuta alla pandemia di COVID-19.

## Classifiche

### Sistema di punteggio
Cambia leggermente il sistema di punteggio: i punti distribuiti restano i medesimi, ma i punti della Sprint Race vengono assegnati per Gara 1 e Gara 2, mentre i punti della Feature Race per la gara della domenica. 
Sistema di punteggio Gara 1 e Gara 2
| Posizione | 1ª | 2ª | 3ª | 4ª | 5ª | 6ª | 7ª | 8ª | Giro veloce |
| Punti     | 15 | 12 | 10 | 8  | 6  | 4  | 2  | 1  | 2           |

Sistema di punteggio Gara 3
| Posizione | 1ª | 2ª | 3ª | 4ª | 5ª | 6ª | 7ª | 8ª | 9ª | 10ª | Pole | Giro veloce |
| Punti     | 25 | 18 | 15 | 12 | 10 | 8  | 6  | 4  | 2  | 1   | 4    | 2           |

### Riassunto della stagione
| Gara | Gara | Circuito    | Tempo                                   | Velocità media                          | Pole position                           | Giro veloce                             | Pilota vincitore                        | Team vincitore                          | Resoconto |
| ---- | ---- | ----------- | --------------------------------------- | --------------------------------------- | --------------------------------------- | --------------------------------------- | --------------------------------------- | --------------------------------------- | --------- |
| 1    | G1   | Sakhir      | 44'11"624                               | 168,661 km/h                            |                                         | Lirim Zendeli                           | Liam Lawson                             | Hitech                                  | Resoconto |
| 1    | G2   | Sakhir      | 46'19"610                               | 160,895 km/h                            |                                         | Ralph Boschung                          | Oscar Piastri                           | Prema Racing                            | Resoconto |
| 1    | G3   | Sakhir      | 1h02'27"858                             | 166,115 km/h                            | Zhou Guanyu                             | Robert Švarcman                         | Zhou Guanyu                             | UNI-Virtuosi                            | Resoconto |
| 2    | G1   | Monaco      | 44'21"272                               | 135,422 km/h                            |                                         | Jüri Vips                               | Zhou Guanyu                             | UNI-Virtuosi                            | Resoconto |
| 2    | G2   | Monaco      | 47'53"826                               | 117,045 km/h                            |                                         | Robert Švarcman                         | Dan Ticktum                             | Carlin                                  | Resoconto |
| 2    | G3   | Monaco      | 1h01'02"089                             | 137,777 km/h                            | Théo Pourchaire                         | Zhou Guanyu                             | Théo Pourchaire                         | ART Grand Prix                          | Resoconto |
| 3    | G1   | Baku        | 44'35"734                               | 169,468 km/h                            |                                         | Théo Pourchaire                         | Robert Švarcman                         | Prema Racing                            | Resoconto |
| 3    | G2   | Baku        | 46'05"704                               | 163,955 km/h                            |                                         | Oscar Piastri                           | Jüri Vips                               | Hitech                                  | Resoconto |
| 3    | G3   | Baku        | 57'08"634                               | 176,375 km/h                            | Liam Lawson                             | Dan Ticktum                             | Jüri Vips                               | Hitech                                  | Resoconto |
| 4    | G1   | Silverstone | 42'34"300                               | 174,167 km/h                            |                                         | Oscar Piastri                           | Robert Švarcman                         | Prema Racing                            | Resoconto |
| 4    | G2   | Silverstone | 42'38"809                               | 173,861 km/h                            |                                         | Oscar Piastri                           | Richard Verschoor                       | MP Motorsport                           | Resoconto |
| 4    | G3   | Silverstone | 51'07"552                               | 200,334 km/h                            | Oscar Piastri                           | Jehan Daruvala                          | Zhou Guanyu                             | UNI-Virtuosi                            | Resoconto |
| 5    | G1   | Monza       | 39'12"495                               | 185,691 km/hm                           |                                         | Théo Pourchaire                         | Théo Pourchaire                         | ART Grand Prix                          | Resoconto |
| 5    | G2   | Monza       | 34'37"701                               | 210,250 km/h                            |                                         | Oscar Piastri                           | Jehan Daruvala                          | Carlin                                  | Resoconto |
| 5    | G3   | Monza       | 56'39"491                               | 183,713 km/h                            | Oscar Piastri                           | Liam Lawson                             | Oscar Piastri                           | Prema Racing                            | Resoconto |
| 6    | G1   | Sochi       | 36'37"195                               | 172,144 km/h                            |                                         | Théo Pourchaire                         | Dan Ticktum                             | Carlin                                  | Resoconto |
| 6    | G2   | Sochi       | Cancellata per avverse condizioni meteo | Cancellata per avverse condizioni meteo | Cancellata per avverse condizioni meteo | Cancellata per avverse condizioni meteo | Cancellata per avverse condizioni meteo | Cancellata per avverse condizioni meteo | Resoconto |
| 6    | G3   | Sochi       | 53'20"402                               | 183,965 km/h                            | Oscar Piastri                           | Liam Lawson                             | Oscar Piastri                           | Prema Racing                            | Resoconto |
| 7    | G1   | Jeddah      |                                         |                                         |                                         | Robert Švarcman                         | Marcus Armstrong                        | DAMS                                    | Resoconto |
| 7    | G2   | Jeddah      |                                         |                                         |                                         | Oscar Piastri                           | Oscar Piastri                           | Prema Racing                            | Resoconto |
| 7    | G3   | Jeddah      |                                         |                                         | Oscar Piastri                           | Oscar Piastri                           | Oscar Piastri                           | Prema Racing                            | Resoconto |
| 8    | G1   | Abu Dhabi   |                                         |                                         |                                         | Olli Caldwell                           | Jehan Daruvala                          | Carlin                                  | Resoconto |
| 8    | G2   | Abu Dhabi   |                                         |                                         |                                         | Roy Nissany                             | Zhou Guanyu                             | UNI-Virtuosi                            | Resoconto |
| 8    | G3   | Abu Dhabi   |                                         |                                         | Oscar Piastri                           | Théo Pourchaire                         | Oscar Piastri                           | Prema Racing                            | Resoconto |

### Classifica piloti
| Pos. | Pilota                  | SAK             | SAK                 | SAK          | MON         | MON                                             | MON | BAK | BAK | BAK | SIL | SIL | SIL | MNZ | MNZ | MNZ | SOC | SOC | SOC | JED | JED | JED | YAS | YAS | YAS | Punti |
| --- | ----------------------- | --------------- | ------------------- | ------------ | ----------- | ----------------------------------------------- | --- | --- | --- | --- | --- | --- | --- | --- | --- | --- | --- | --- | --- | --- | --- | --- | --- | --- | --- | ----- |
| 1 | Oscar Piastri R         | 5               | 1                   | 19*          | 8           | 2                                               | 2   | Rit | 8   | 2   | 6   | 4   | 3   | 4   | 7   | 1   | 9   | C   | 1   | 8   | 1   | 1   | 3   | Rit | 1   | 252.5 |
| 2 | Robert Švarcman         | 4               | Rit                 | 7            | Rit         | 10                                              | 4   | 1   | 5   | 3   | 1   | 15  | 5   | 6   | 3   | 6   | 3   | C   | 4   | 5   | 3   | 2   | 4   | 2   | 5   | 192   |
| 3 | Guanyu Zhou             | 7               | 3                   | 1            | 1           | 15*                                             | 5   | 3   | Rit | 13  | Rit | 11  | 1   | 2   | 8   | 2   | Rit | C   | 6   | 17  | 8   | 4   | 8   | 1   | 2   | 183   |
| 4 | Dan Ticktum             | 8               | Rit                 | 2            | 6           | 1                                               | Rit | 2   | 6   | 8   | 8   | 3   | 2   | Rit | 11  | 3   | 1   | C   | 5   | 7   | 4   | 10  | 6   | 4   | 6   | 159.5 |
| 5 | Théo Pourchaire R       | Rit             | 6                   | 8            | 7           | 4                                               | 1   | 5   | 9   | Rit | 5   | 10  | 8   | 1   | 10  | 4   | 5   | C   | 2   | Rit | 6   | Rit | 7   | 9   | 4   | 140   |
| 6 | Jüri Vips               | 10              | 16                  | 13           | 5           | 3                                               | 8   | 8   | 1   | 1   | 2   | 6   | 7   | 8   | 6   | Rit | 2   | C   | Rit | 3   | Rit | 6   | 12  | Rit | 8   | 120   |
| 7 | Jehan Daruvala          | 2               | 4                   | 6            | 11          | 8                                               | Rit | 4   | 3   | 7   | 12  | 19  | 10  | 9   | 1   | 5   | 12  | C   | 3   | 10  | 14  | 11  | 1   | 7   | 11  | 113   |
| 8 | Felipe Drugovich        | 16              | 14                  | 9            | 2           | 14                                              | 3   | 14  | 10  | 4   | 4   | 7   | 6   | Rit | 17  | 12  | Rit | C   | NP  | 4   | 10  | 5   | 2   | 5   | 3   | 105   |
| 9 | Liam Lawson R           | 1               | Rit                 | 3            | 9           | SQ                                              | 7   | Rit | 7   | 6   | 7   | 5   | 11  | 5   | 4   | Rit | Rit | C   | 7   | 2   | Rit | 9   | 5   | 6   | 20  | 103   |
| 10 | Ralph Boschung          | Rit             | 17                  | 15           | 4           | 5                                               | 6   | 6   | Rit | 5   | 14  | Rit | 14  | 14  | 9   | 14  | 6   | C   | Rit | 15  | 9   | 3   | 9   | 3   | 9   | 59.5  |
| 11 | Richard Verschoor R     | Rit             | 5                   | 4            | 13          | 6                                               | 10  | 12  | Rit | 14  | 10  | 1   | 4   | Rit | 13  | SQ  | 8   | C   | 8   |     |     |     | Rit | 11  | 10  | 56    |
| 12 | Christian Lundgaard     | 6               | 2                   | 12           | Rit         | Rit                                             | 12  | 11  | Rit | 9   | 3   | 13  | 21  | 3   | 14  | 10  | 7   | C   | 9   | 6   | 15  | 7   | 15  | 18  | 15  | 50    |
| 13 | Marcus Armstrong        | Rit             | 10                  | 5            | 10          | Rit                                             | Rit | 7   | Rit | Rit | 9   | 2   | 12  | 11  | 15  | 9   | 11  | C   | 11  | 1   | Rit | 8   | 10  | Rit | 7   | 49    |
| 14 | Bent Viscaal R          | 11              | 12                  | 17           | 14          | 11                                              | 11  | 10  | 4   | 17  | 16  | Rit | 13  | 7   | 2   | 15* | Rit | C   | Rit | 9   | 2   | 12  | 13  | 10  | 12  | 34    |
| 15 | David Beckmann R        | 3               | 7                   | 11           | 12          | 17*                                             | 13  | 9   | 2   | 12  | 13  | 8   | 15  | 10  | 5   | 16* | 15  | C   | 10  |     |     |     |     |     |     | 32    |
| 16 | Roy Nissany             | 13              | 15                  | Rit          | 3           | Rit                                             | 9   | 16  | 16  | 16  | Rit | 12  | 16  | Rit | 18  | 8   | 16  | C   | 15  | 13  | 11  | 15  | 14  | 17  | 13  | 16    |
| 17 | Lirim Zendeli R         | 9               | Rit                 | 18           | 15          | 7                                               | Rit | 13  | Rit | 10  | 11  | 9   | 9   | 15* | 12  | 7   | 10  | C   | 16  |     |     |     |     |     |     | 13    |
| 18 | Jake Hughes             |                 |                     |              |             |                                                 |     |     |     |     |     |     |     | 12  | Rit | 13  | 4   | C   | 18  |     |     |     | Rit | 13  | Rit | 8     |
| 19 | Jack Doohan R           |                 |                     |              |             |                                                 |     |     |     |     |     |     |     |     |     |     |     |     |     | 11  | 5   | 13  | 11  | 8   | Rit | 7     |
| 20 | Enzo Fittipaldi R       |                 |                     |              |             |                                                 |     |     |     |     |     |     |     | Rit | 16  | 11  | 17  | C   | 12  | 12  | 7   | Rit |     |     |     | 2     |
| 21 | Marino Satō             | 15              | 8                   | 14           | 19*         | Rit                                             | 14  | 18  | 13  | 15  | 18  | 16  | 19  | 16  | 20  | Rit | 14  | C   | 14  | Rit | 13  | 18  | 19  | 16  | 17  | 1     |
| 22 | Matteo Nannini R        | 14              | 9                   | 10           |             |                                                 |     | 15  | 11  | Rit | 15  | 14  | 18  |     |     |     |     |     |     |     |     |     |     |     |     | 1     |
| 23 | Jack Aitken             |                 |                     |              | 16          | 9                                               | 18  | Rit | 12  | 11  | 17  | 18  | 17  |     |     |     |     |     |     |     |     |     |     |     |     | 0     |
| 24 | Guilherme Samaia        | 12              | 11                  | 16           | 17          | 13                                              | 15  | 17  | 14  | 18  | Rit | 17  | 20  | Rit | Rit | Rit | 13  | C   | 13  | Rit | Rit | 17  | 16  | 12  | 16  | 0     |
| 25 | Alessio Deledda R       | 18              | Rit                 | Rit          | 18          | 12                                              | 17  | Rit | 15  | 19  | Rit | Rit | 22  | 13  | 19  | Rit | 18  | C   | 17  | Rit | Rit | 20  | 18  | Rit | 19  | 0     |
| 26 | Olli Caldwell R         |                 |                     |              |             |                                                 |     |     |     |     |     |     |     |     |     |     |     |     |     | 18  | 12  | 16  | 20  | 15  | 18  | 0     |
| 27 | Gianluca Petecof R      | 17              | 13                  | Rit          | Rit         | Rit                                             | 16  |     |     |     |     |     |     |     |     |     |     |     |     |     |     |     |     |     |     | 0     |
| 28 | Clément Novalak R       |                 |                     |              |             |                                                 |     |     |     |     |     |     |     |     |     |     |     |     |     | 14  | Rit | 19  | 17  | 14  | 14  | 0     |
| 29 | Logan Sargeant R        |                 |                     |              |             |                                                 |     |     |     |     |     |     |     |     |     |     |     |     |     | 16  | Rit | 14  |     |     |     | 0     |
| Pos. | Pilota                  | SAK             | SAK                 | SAK          | MON         | MON                                             | MON | BAK | BAK | BAK | SIL | SIL | SIL | MNZ | MNZ | MNZ | SOC | SOC | SOC | JED | JED | JED | YAS | YAS | YAS | Punti |
| \| Legenda \| 1º posto \| 2º posto \| 3º posto \| A punti \| Senza punti \| Grassetto=Pole position Corsivo=Giro più veloce \| \| Legenda \| Solo prove/Terzo pilota \| Non qualificato \| Ritirato/Non class. \| Squalificato \| Non partito \| Grassetto=Pole position Corsivo=Giro più veloce \| |                         |                 |                     |              |             |                                                 |     |     |     |     |     |     |     |     |     |     |     |     |     |     |     |     |     |     |     |       |
| Legenda | 1º posto                | 2º posto        | 3º posto            | A punti      | Senza punti | Grassetto=Pole position Corsivo=Giro più veloce |     |     |     |     |     |     |     |     |     |     |     |     |     |     |     |     |     |     |     |       |
| Legenda | Solo prove/Terzo pilota | Non qualificato | Ritirato/Non class. | Squalificato | Non partito | Grassetto=Pole position Corsivo=Giro più veloce |     |     |     |     |     |     |     |     |     |     |     |     |     |     |     |     |     |     |     |       |

 * – Indica i piloti ritirati ma ugualmente classificati avendo coperto, come previsto dal regolamento, almeno il 90% della distanza di gara.

### Classifica Squadre
| Pos. | Squadra                 | N°              | Pilota              | SAK          | SAK         | SAK                                             | MON | MON | MON | BAK | BAK | BAK | SIL | SIL | SIL | MNZ | MNZ | MNZ | SOC | SOC | SOC | JED | JED | JED | YAS | YAS | YAS | Punti |
| --- | ----------------------- | --------------- | ------------------- | ------------ | ----------- | ----------------------------------------------- | --- | --- | --- | --- | --- | --- | --- | --- | --- | --- | --- | --- | --- | --- | --- | --- | --- | --- | --- | --- | --- | ----- |
| 1 | Prema Racing            | 1               | Švarcman            | 4            | Rit         | 7                                               | Rit | 10  | 4   | 1   | 5   | 3   | 1   | 15  | 5   | 6   | 3   | 6   | 3   | C   | 4   | 5   | 3   | 2   | 4   | 2   | 5   | 444.5 |
| 1 | Prema Racing            | 2               | Piastri             | 5            | 1           | 19*                                             | 8   | 2   | 2   | Rit | 8   | 2   | 6   | 4   | 3   | 4   | 7   | 1   | 9   | C   | 1   | 8   | 1   | 1   | 3   | Rit | 1   | 444.5 |
| 2 | UNI-Virtuosi            | 3               | Zhou                | 7            | 3           | 1                                               | 1   | 15  | 5   | 3   | Rit | 13  | Rit | 11  | 1   | 2   | 8   | 2   | Rit | C   | 6   | 17  | 8   | 4   | 8   | 1   | 2   | 288   |
| 2 | UNI-Virtuosi            | 4               | Drugovich           | 16           | 14          | 9                                               | 2   | 14  | 3   | 14  | 10  | 4   | 4   | 7   | 6   | Rit | 17  | 12  | Rit | C   | Rit | 4   | 10  | 5   | 2   | 5   | 3   | 288   |
| 3 | Carlin                  | 5               | Ticktum             | 8            | Rit         | 2                                               | 6   | 1   | Rit | 2   | 6   | 8   | 8   | 3   | 2   | Rit | 11  | 3   | 1   | C   | 5   | 7   | 4   | 10  | 6   | 4   | 6   | 272.5 |
| 3 | Carlin                  | 6               | Daruvala            | 2            | 4           | 6                                               | 11  | 8   | Rit | 4   | 3   | 7   | 12  | 19  | 10  | 9   | 1   | 5   | 12  | C   | 3   | 10  | 14  | 11  | 1   | 7   | 11  | 272.5 |
| 4 | Hitech                  | 7               | Lawson              | 1            | Rit         | 3                                               | 9   | SQ  | 7   | Rit | 7   | 6   | 7   | 5   | 11  | 5   | 4   | Rit | Rit | C   | 7   | 2   | Rit | 9   | 5   | 6   | 20  | 219   |
| 4 | Hitech                  | 8               | Vips                | 10           | 16          | 13                                              | 5   | 3   | 8   | 8   | 1   | 1   | 2   | 6   | 7   | 8   | 6   | Rit | 2   | C   | Rit | 3   | Rit | 6   | 12  | Rit | 8   | 219   |
| 5 | ART GP                  | 9               | Lundgaard           | 6            | 2           | 12                                              | Rit | Rit | 12  | 11  | Rit | 9   | 3   | 13  | 21  | 3   | 14  | 10  | 7   | C   | 9   | 6   | 15  | 7   | 15  | 18  | 15  | 190   |
| 5 | ART GP                  | 10              | Pourchaire          | Rit          | 6           | 8                                               | 7   | 4   | 1   | 5   | 9   | Rit | 5   | 10  | 8   | 1   | 10  | 4   | 5   | C   | 2   | Rit | 6   | Rit | 7   | 9   | 4   | 190   |
| 6 | MP Motorsport           | 11              | Verschoor           | Rit          | 5           | 4                                               | 13  | 6   | 10  | 12  | Rit | 14  | 10  | 1   | 4   | Rit | 13  | SQ  | 8   | C   | 8   |     |     |     |     |     |     | 76    |
| 6 | MP Motorsport           | 11              | Doohan              |              |             |                                                 |     |     |     |     |     |     |     |     |     |     |     |     |     |     |     | 11  | 5   | 13  | 11  | 8   | Rit | 76    |
| 6 | MP Motorsport           | 12              | Zendeli             | 9            | Rit         | 18                                              | 15  | 7   | Rit | 13  | Rit | 10  | 11  | 9   | 9   | 15* | 12  | 7   | 10  | C   | 16  |     |     |     |     |     |     | 76    |
| 6 | MP Motorsport           | 12              | Novalak             |              |             |                                                 |     |     |     |     |     |     |     |     |     |     |     |     |     |     |     | 14  | Rit | 19  | 17  | 14  | 14  | 76    |
| 7 | Campos                  | 20              | Petecof             | 17           | 13          | Rit                                             | Rit | Rit | 16  |     |     |     |     |     |     |     |     |     |     |     |     |     |     |     |     |     |     | 66.5  |
| 7 | Campos                  | 20              | Nannini             |              |             |                                                 |     |     |     | 15  | 11  | Rit | 15  | 14  | 18  |     |     |     |     |     |     |     |     |     |     |     |     | 66.5  |
| 7 | Campos                  | 20              | Beckmann            |              |             |                                                 |     |     |     |     |     |     |     |     |     | 10  | 5   | 16* | 15  | C   | 10  |     |     |     |     |     |     | 66.5  |
| 7 | Campos                  | 20              | Caldwell            |              |             |                                                 |     |     |     |     |     |     |     |     |     |     |     |     |     |     |     | 18  | 12  | 16  | 20  | 15  | 18  | 66.5  |
| 7 | Campos                  | 21              | Boschung            | Rit          | 17          | 15                                              | 4   | 5   | 6   | 6   | Rit | 5   | 14  | Rit | 14  | 14  | 9   | 14  | 6   | C   | Rit | 15  | 9   | 3   | 9   | 3   | 9   | 66.5  |
| 8 | DAMS                    | 16              | Nissany             | 13           | 15          | Rit                                             | 3   | 16* | 9   | 16  | 16  | 16  | Rit | 12  | 16  | Rit | 18  | 8   | 16  | C   | 15  | 13  | 11  | 15  | 14  | 17  | 13  | 59    |
| 8 | DAMS                    | 17              | Armstrong           | Rit          | 10          | 5                                               | 10  | Rit | Rit | 7   | Rit | Rit | 9   | 2   | 12  | 11  | 15  | 9   | 11  | C   | 11  | 1   | Rit | 8   | 10  | Rit | 7   | 59    |
| 9 | Trident                 | 24              | Viscaal             | 11           | 12          | 17                                              | 14  | 11  | 11  | 10  | 4   | 17  | 16  | Rit | 13  | 7   | 2   | 15* | Rit | C   | Rit | 9   | 2   | 12  | 13  | 10  | 12  | 35    |
| 9 | Trident                 | 25              | Sato                | 15           | 8           | 14                                              | 19* | Rit | 14  | 18  | 13  | 15  | 18  | 16  | 19  | 16  | 20  | Rit | 14  | C   | 14  | Rit | 13  | 18  | 19  | 16  | 17  | 35    |
| 10 | Charouz Racing System   | 14              | Beckmann            | 3            | 7           | 11                                              | 12  | Rit | 13  | 9   | 2   | 12  | 13  | 8   | 15  |     |     |     |     |     |     |     |     |     |     |     |     | 28    |
| 10 | Charouz Racing System   | 14              | Fittipaldi          |              |             |                                                 |     |     |     |     |     |     |     |     |     | Rit | 16  | 11  | 17  | C   | 12  | 12  | 7   | Rit |     |     |     | 28    |
| 10 | Charouz Racing System   | 14              | Verschoor           |              |             |                                                 |     |     |     |     |     |     |     |     |     |     |     |     |     |     |     |     |     |     | Rit | 11  | 10  | 28    |
| 10 | Charouz Racing System   | 15              | Samaia              | 12           | 11          | 16                                              | 17  | 13  | 15  | 17  | 14  | 18  | Rit | 17  | 20  | Rit | Rit | Rit | 13  | C   | 13  | Rit | Rit | 17  | 16  | 12  | 16  | 28    |
| 11 | HWA                     | 22              | Nannini             | 14           | 9           | 10                                              |     |     |     |     |     |     |     |     |     |     |     |     |     |     |     |     |     |     |     |     |     | 9     |
| 11 | HWA                     | 22              | Aitken              |              |             |                                                 | 16  | 9   | 18  | Rit | 12  | 11  | 17  | 18  | 17  |     |     |     |     |     |     |     |     |     |     |     |     | 9     |
| 11 | HWA                     | 22              | Hughes              |              |             |                                                 |     |     |     |     |     |     |     |     |     | 12  | Rit | 13  | 4   | C   | 18  |     |     |     | Rit | 13  | Rit | 9     |
| 11 | HWA                     | 22              | Sargeant            |              |             |                                                 |     |     |     |     |     |     |     |     |     |     |     |     |     |     |     | 16  | Rit | 14  |     |     |     | 9     |
| 11 | HWA                     | 23              | Deledda             | 18           | Rit         | Rit                                             | 18  | 12  | 17  | Rit | 15  | 19  | Rit | Rit | 22  | 13  | 19  | Rit | 18  | C   | 17  | Rit | Rit | 20  | 18  | Rit | 19  | 9     |
| Pos. | Squadra                 | N.              | Pilota              | SAK          | SAK         | SAK                                             | MON | MON | MON | BAK | BAK | BAK | SIL | SIL | SIL | MNZ | MNZ | MNZ | SOC | SOC | SOC | JED | JED | JED | YAS | YAS | YAS | Punti |
| \| Legenda \| 1º posto \| 2º posto \| 3º posto \| A punti \| Senza punti \| Grassetto=Pole position Corsivo=Giro più veloce \| \| Legenda \| Solo prove/Terzo pilota \| Non qualificato \| Ritirato/Non class. \| Squalificato \| Non partito \| Grassetto=Pole position Corsivo=Giro più veloce \| |                         |                 |                     |              |             |                                                 |     |     |     |     |     |     |     |     |     |     |     |     |     |     |     |     |     |     |     |     |     |       |
| Legenda | 1º posto                | 2º posto        | 3º posto            | A punti      | Senza punti | Grassetto=Pole position Corsivo=Giro più veloce |     |     |     |     |     |     |     |     |     |     |     |     |     |     |     |     |     |     |     |     |     |       |
| Legenda | Solo prove/Terzo pilota | Non qualificato | Ritirato/Non class. | Squalificato | Non partito | Grassetto=Pole position Corsivo=Giro più veloce |     |     |     |     |     |     |     |     |     |     |     |     |     |     |     |     |     |     |     |     |     |       |